# Charles Hickel
Charles Hickel (* 1. Oktober 1848 in Bischwiller; † 22. Juli 1934 in Mülhausen) war Handwerker, Händler, Politiker (SPD Elsaß-Lothringen) und Mitglied des Deutschen Reichstags.

## Leben
Hickel wurde 1848 als Sohn von Guillaume (Wilhelm) Hickel und seiner Frau Marie in Bischweiler im Elsass geboren. Er besuchte die Volksschule, erlernte die Schreinerei und bereiste dann die Schweiz und Frankreich. Er arbeitete zwei Jahre in Paris, wurde 1870 nach Straßburg zur Mobilgarde eingezogen und nach Kapitulation der Stadt als Kriegsgefangener in Rastatt interniert. Später hatte er eine Spezereihandlung in Mülhausen.
Charles Hickel war gemeinsam mit Jean Martin Gründungsvorsitzender des Arbeiter-Wahlvereins für Mühlhausen und Umgebung, der von 21 Sozialdemokraten am 10. Dezember 1889 gegründet und am 12. April 1890 vom Bezirkspräsidenten genehmigt wurde. Im Wahlkampf vor der Reichstagswahl 1890 gab sich Hickel nicht direkt als Sozialdemokrat zu erkennen (das Sozialistengesetz war formell noch bis zum 30. September 1890 in Kraft), sondern bezeichnete sich als „Arbeitercandidat der Arbeiterpartei“.
Von 1890 bis 1893 war er Mitglied des Deutschen Reichstags für den Wahlkreis Reichsland Elsaß-Lothringen 2  (Mülhausen) und die SAPD.